# John Lundvik
John Lundvik (Londen, 27 januari 1983) is een Zweeds zanger.

## Biografie
Lundvik werd in de Britse hoofdstad Londen geboren, en werd één week na zijn geboorte geadopteerd door een Zweeds gezin dat in de stad leefde. Op zesjarige leeftijd verhuisde hij met zijn familie naar Växjö. Op jonge leeftijd deed hij aan atletiek. Hij won een bronzen medaille op het Zweeds kampioenschap atletiek 2005 op de 4 x 100 m.
In 2010 startte hij zijn muzikale carrière, eerst als componist en later als zanger. In 2018 nam hij deel aan Melodifestivalen, de Zweedse preselectie voor het Eurovisiesongfestival. Met het nummer My turn eindigde hij als derde. Een jaar later nam hij wederom deel, ditmaal met succes. Met het nummer Too late for love won hij de finale, waardoor hij Zweden mocht vertegenwoordigen op het Eurovisiesongfestival 2019. Daar eindigde hij als vijfde. Opvallend: hij was ook de componist van Bigger than us van Michael Rice, de Britse inzending voor het Eurovisiesongfestival 2019.
In 2022 nam hij opnieuw deel aan Melodifestivalen. Met Änglavakt eindigde hij als achtste. Ook in 2025 is hij wederom van de partij. Met Voice of the silent werd hij zesde.

### Singles
| Single met eventuele hitnotering(en) in de Nederlandse Top 40 | Datum van verschijnen | Datum van binnenkomst | Hoogste positie | Aantal weken | Opmerkingen                                                        |
| ------------------------------------------------------------- | --------------------- | --------------------- | --------------- | ------------ | ------------------------------------------------------------------ |
| Too late for love                                             | 2019                  | -                     |                 |              | Inzending Eurovisiesongfestival 2019 / Nr. 50 in de Single Top 100 |